# Церковь Шестоковской иконы Божией Матери
Церковь Шестоковской иконы Божией Матери — православный храм в Центральном районе Санкт-Петербурга. Относится к Санкт-Петербургской епархии Русской православной церкви. Памятник архитектуры федерального значения.
Богослужение ведется на грузинском и церковнославянском языках.

## История
История храма началась с того, что купчиха А. И. Бильдеева приобрела в Санкт-Петербурге участок земли на Песках для устройства здесь подворья Шестоковского (Шелтомежского) Вознесенского женского монастыря Тверской епархии, в котором в 1895 года была сооружена деревянная Александровская церковь по случаю спасения Александра III в Борках.

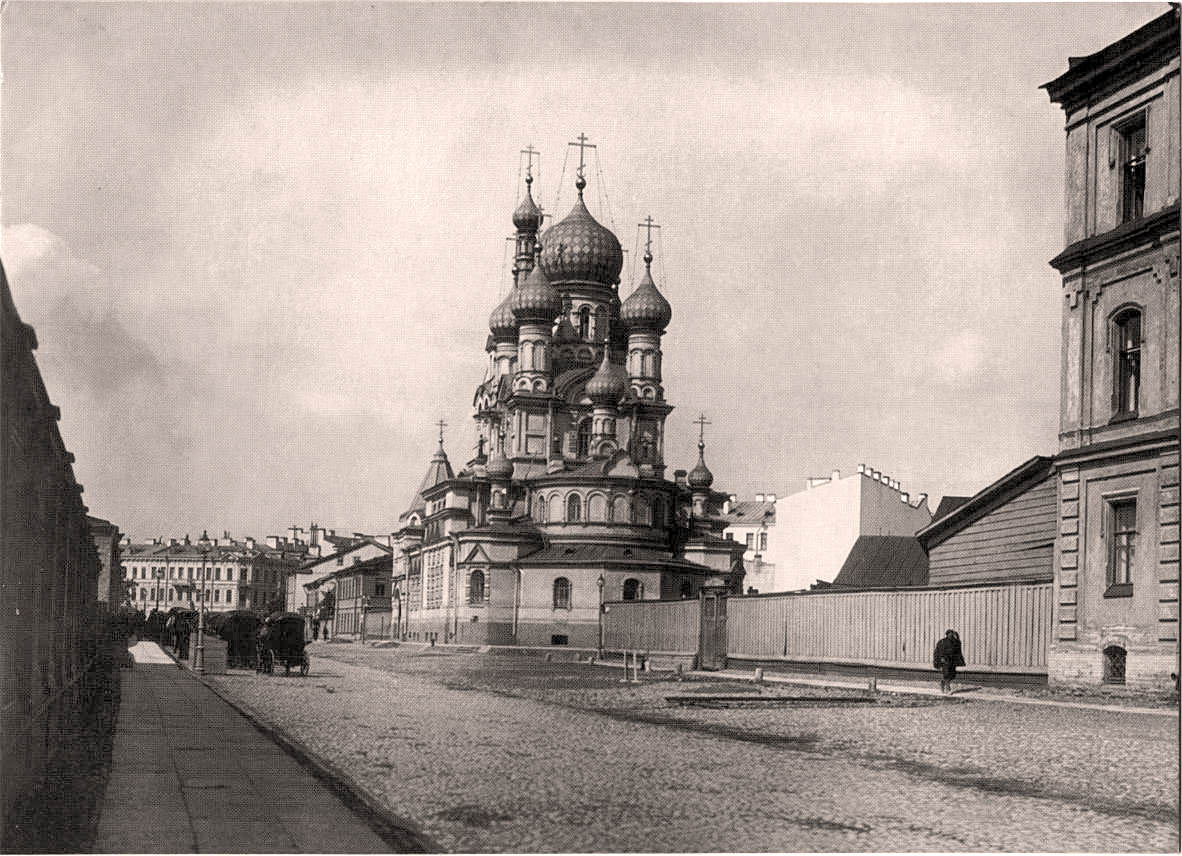
Церковь в начале XX века

28 декабря 1896 года Иоанн Кронштадтский освятил закладной камень. Строительство шло с 1897 по 1900 год по проекту епархиального архитектора Николая Никонова. Церковь на высоком подклете выстроена в стиле XVII века по образу шатрово-купольных храмов Москвы и Ярославля.
13 февраля 1900 году епископом Нарвским Никоном (Софийским) был освящён главный престол. В числе сослуживших ему был Иоанн Кронштадтский. 18 июня иеромонах Вениамин (Казанский) освятил придел во имя святителя Николая и равноапостольной Марии Магдалины.
7 (20) октября 1901 года архиепископом Тверским и Кашинским Димитрием (Самбикиным) освящён левый придел во имя благоверного князя Александра Невского, святителя Иннокентия Иркутского и священномученика Александра.
Строительство храма обошлось в 110 тысяч рублей, часть которых собрал сам Иоанн Кронштадтский. Главными вкладчиками стали местные жители П. М. Степанов и П. М. Кумович.
В 1904 году во дворе храма по проекту Александра Пуринга выстроили четырёхэтажный флигель для богадельни и сестёр, число которых доходило к началу Первой мировой войны до двадцати пяти.
На молебны перед Шестоковской иконой Богоматери, находившейся в местном чине резного иконостаса, стекалось множество народа.
17 августа 1932 года храм закрыли, здания были переданы районному штабу ПВО. Его архитектурный облик заметно изменился: барабанные основания вместе с куполами были снесены.
После Великой Отечественной войны помещения были переоборудованы, внутри сделаны межэтажные перекрытия, в здании разместился филиал института «Спецпроектреставрация».

### Грузинское подворье
Распоряжением мэра Анатолия Собчака от 15 марта 1993 года договор аренды с институтом был расторгнут, и храм передан грузинскому землячеству «Иверия», которое восстановило и открыло грузинский приход, находящийся в каноническом подчинении Санкт-Петербургской епархии Русской православной церкви. В ноябре 1993 года в нижнем помещении было совершено первое богослужении.
С марта 1993 года на средства грузинского землячества Петербурга начались реставрационные работы, продолжавшиеся почти десять лет. Одним из инициаторов восстановления храма выступил потомок грузинского царя Ираклия II Аристо Багратиони, проживавший в Петербурге. Весомый вклад в осуществление этого замысла внесли председатель петербургского землячества «Иверия» Бадри Какабадзе, генеральный директор пивоваренного завода «Степан Разин» Гия Гвичия, президент экономической ассоциации «Балтика» Сосо Харебов и другие. Иконы для иконостаса писал художник Заури Цхадая с тремя сыновьями.
В церковь была перенесена икона Трёх Святителей Вселенских Василия Великого, Григория Богослова и Иоанна Златоуста, до революции хранившаяся в Трёхсвятительском храме на Васильевском острове, служившем в 1916—1918 годы грузинским подворьем в Петербурге.
Внешний облик храма воссоздан почти идентично первоначальному, только над его крытыми медью куполами установлены не восьми-, а четырёхконечные вызолоченные кресты (установлены весной 2000 года).
23 ноября 2000 года был освящён верхний храм. Торжество было приурочено к празднику в честь грузинских царя-мученика Константина и великомученика Георгия.
19 мая 2002 года митрополит Санкт-Петербургский и Ладожский Владимир (Котляров) возглавил освящение церкви Шестоковской иконы Божией Матери Грузинского прихода. Делегацию Грузинской православной церкви в составе 20 человек возглавил епископ Ванский и Багдатский Антоний (Булухия). На освящении присутствовали советник президента Грузии по национальным вопросам Александр Герасимов, посол Республики Грузия в России Зураб Абашидзе, губернатор Санкт-Петербурга Владимир Яковлев. Из Москвы приехали Зураб Церетели и Зураб Соткилава.